# Chaeturginus alexanderi
Chaeturginus alexanderi là một loài Hymenoptera trong họ Andrenidae. Loài này được Ruz & Melo mô tả khoa học năm 1999.